# Paul-Alexandre Arnoux
Paul-Alexandre Arnoux (* 27. November 1884 in Digne-les-Bains; † 5. Januar 1973 in Paris) war ein französischer Schriftsteller und Übersetzer (so von Goethes Faust II und Calderóns Das Leben ein Traum). Obwohl in Fachkreisen als meisterhafter Stilist gerühmt, wurde Arnoux selbst bislang (2010) nicht ins Deutsche übersetzt.

## Leben und Werk
Der Sohn einer Lehrerin und eines Schulinspektors studiert ab 1902 Rechtswissenschaft in Lyon. 1904 trifft er den Schauspieler, Regisseur und späteren Lehrer am Pariser Konservatorium Charles Dullin, mit dem ihn eine lebenslange Freundschaft und Zusammenarbeit verbinden wird. Ab 1906 ist Arnoux in Paris in der Präfektur der Seine angestellt. Nach ersten Gedichten und Dramen gibt er sein Romandebüt 1912 mit Didier Flaboche. 1913 heiratet er die Spanierin Amalia Isabel Enet (die 1938 stirbt). Im selben Jahr veröffentlicht Arnoux in Belgien sein Drama La belle et la bête (Die Schöne und das Biest), das Jean Cocteau zumindest teilweise zum bekannten gleichnamigen Film anregt (s. Es war einmal). Arnoux' Erfahrungen in den Schützengräben des Ersten Weltkrieges schlagen sich u. a. im Roman Indice 33 (1922) nieder, für den er den Prix Renaissance de la Nouvelle erhält. Ab 1922 auch für den Film tätig, wird Arnoux 1926 Chefredakteur der Kinozeitschrift Pour vous. Im Zweiten Weltkrieg arbeitet er als Kriegsberichterstatter. Ab 1946 ist er auch für den Rundfunk tätig. 1947 wird er in die Académie Goncourt berufen. Nach dem Grand Prix National des Lettres für sein Gesamtwerk (1956) erhält er auch noch den Grand Prix National du théâtre für sein dramatisches Schaffen. Der vielseitige Autor erliegt 1973 einer Gehirnblutung. Für die Brockhaus Enzyklopädie verstand sich Arnoux darauf, Phantasie und Empfindungsreichtum mit genauer Beobachtungsgabe und raffinierter Eleganz zu verbinden. Andere Kenner schätzen vor allem seine Begabung für „folkloristische“ Romanstoffe.

## Werke

### Lyrik
- L'allée des mortes, 1906
- Au grand vent, 1909
- Cent sept quatrains, 1944

### Romane
- La mort de Pan, pièce montée par Antoine à l'Odéon, 1909
- Didier Flaboche, 1912
- Abisag ou l'Église transportée par la foi, 1918
- C'est le Cabaret, recueil de nouvelles de guerre, 1919
- Indice 33, 1920
- La nuit de Saint-Barnabé, 1921
- Écoute s'il pleut, 1923
- Le règne du bonheur, 1924
- Suite variée, 1925
- Le chiffre, 1926
- Les gentilshommes de ceinture, 1928
- Carnet de route du juif errant, 1930
- Merlin l'enchanteur, 1931
- Poésie du hasard, 1934
- Ki-Pro-Ko, 1935
- Le rossignol napolitain, 1937
- A l'autre bout de l'arc en ciel, 1940
- Rêveries d'un policier amateur, 1945
- Hélène et les guerres, 1945
- Algorithme, 1948 (inspiriert vom Mathematiker Evariste Galois)
- Double chance, 1959

### Dramen
- La belle et la bête, 1913
- Huon de Bordeaux, 1922
- Petite lumière et l'ourse, 1923
- Les Taureaux, 1947
- L’amour des trois oranges, 1947
- Flamenca, 1965

### Essays
- Romancero moresque, 1921
- La légende du cid campéador, 1922
- Haute Provence, 1926
- Rencontres avec Richard Wagner, 1927
- Cinéma, 1929
- Tristan Corbière, 1929
- Paris sur Seine, 1939
- Journal d'exil, 1944
- Rhône mon fleuve, 1944
- Paris ma grand'ville, 1949
- Contacts allemands, 1950

### Autobiographisches
- Bilan provisoire, 1955

Arnoux verfasste außerdem zahlreiche Drehbücher, darunter für Don Quichotte (1939) und Les derniers jours de Pompéi (Die letzten Tage von Pompeji, 1950).